# 読売新聞グループ本社

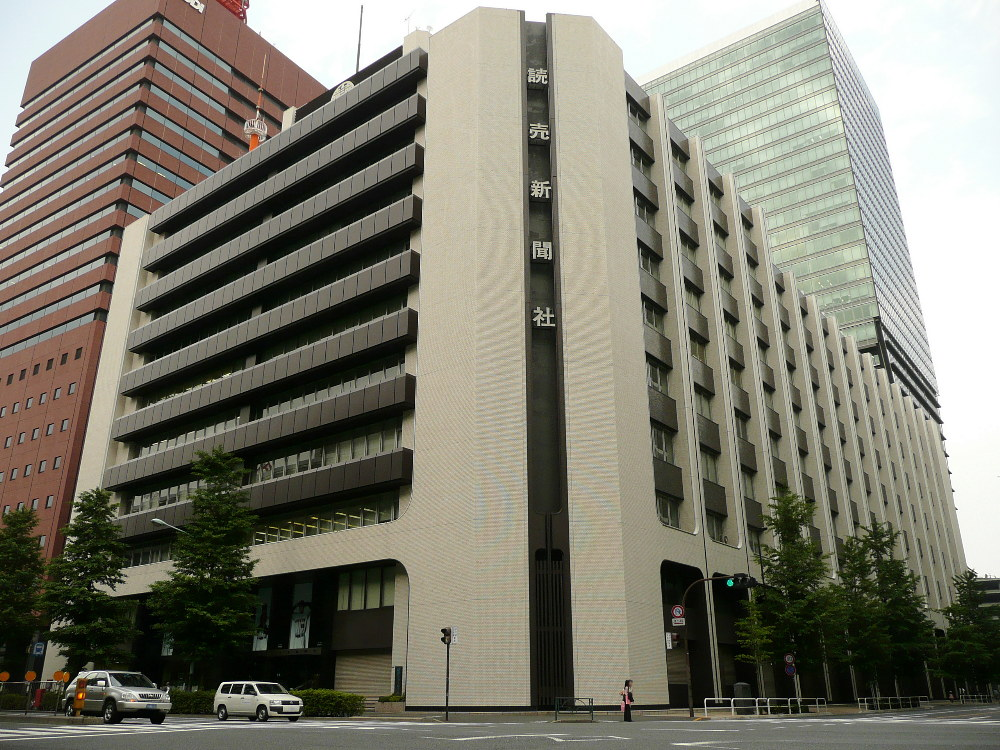
読売新聞グループ旧本社ビル（千代田区大手町、現存せず。）

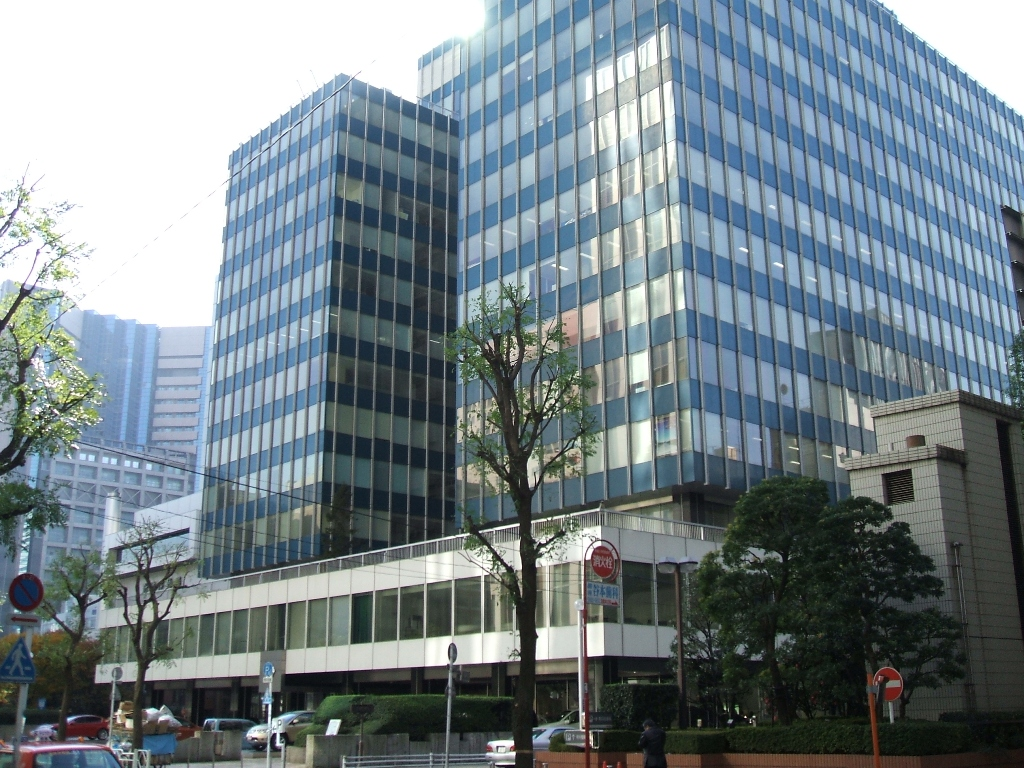
2010年10月から2014年1月まで読売新聞グループ本社の仮社屋として使用されていた旧日産自動車本社ビル（中央区銀座、現：銀座6丁目-SQUARE）

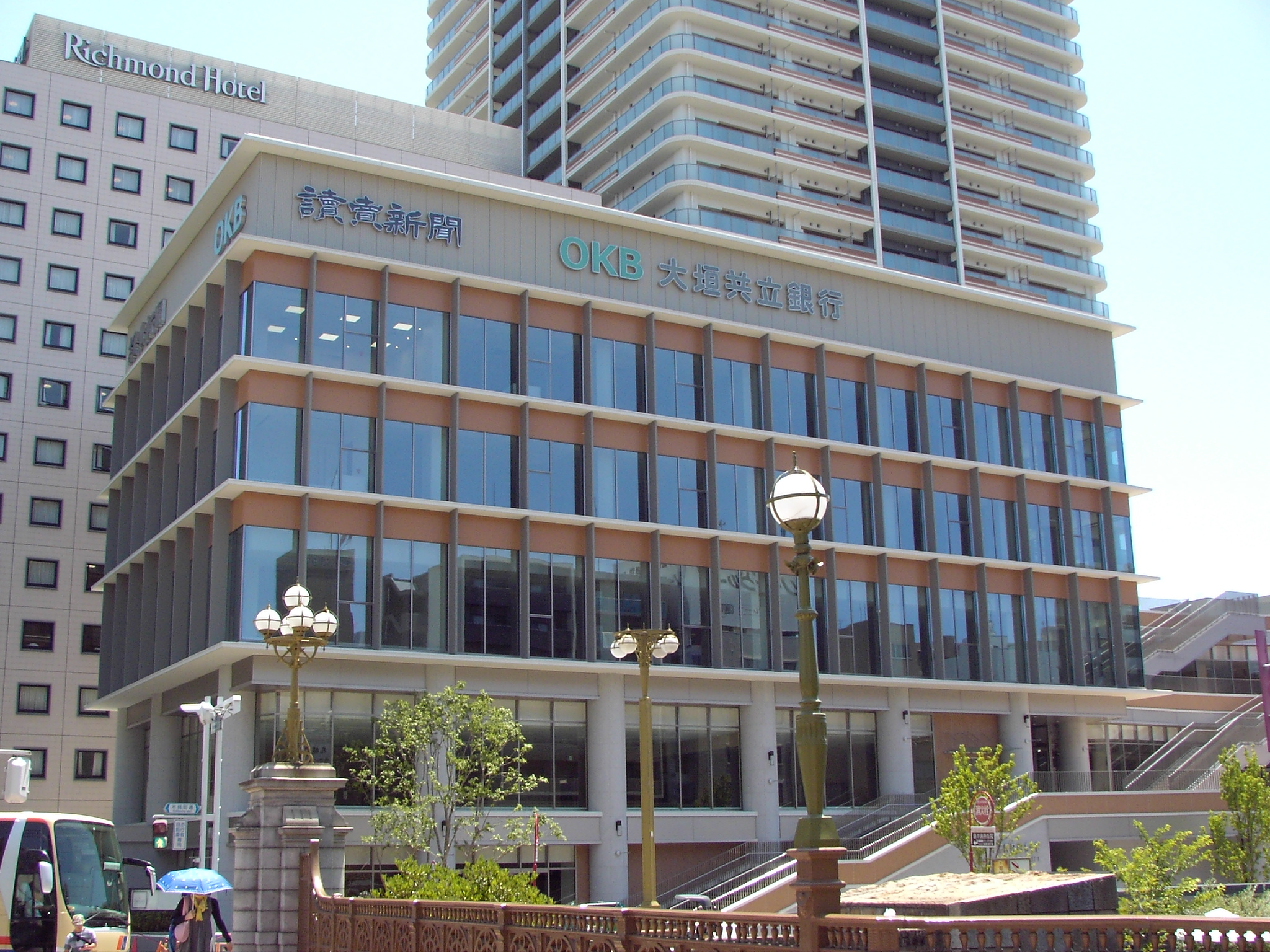
読売新聞中部支社（名古屋市中区）

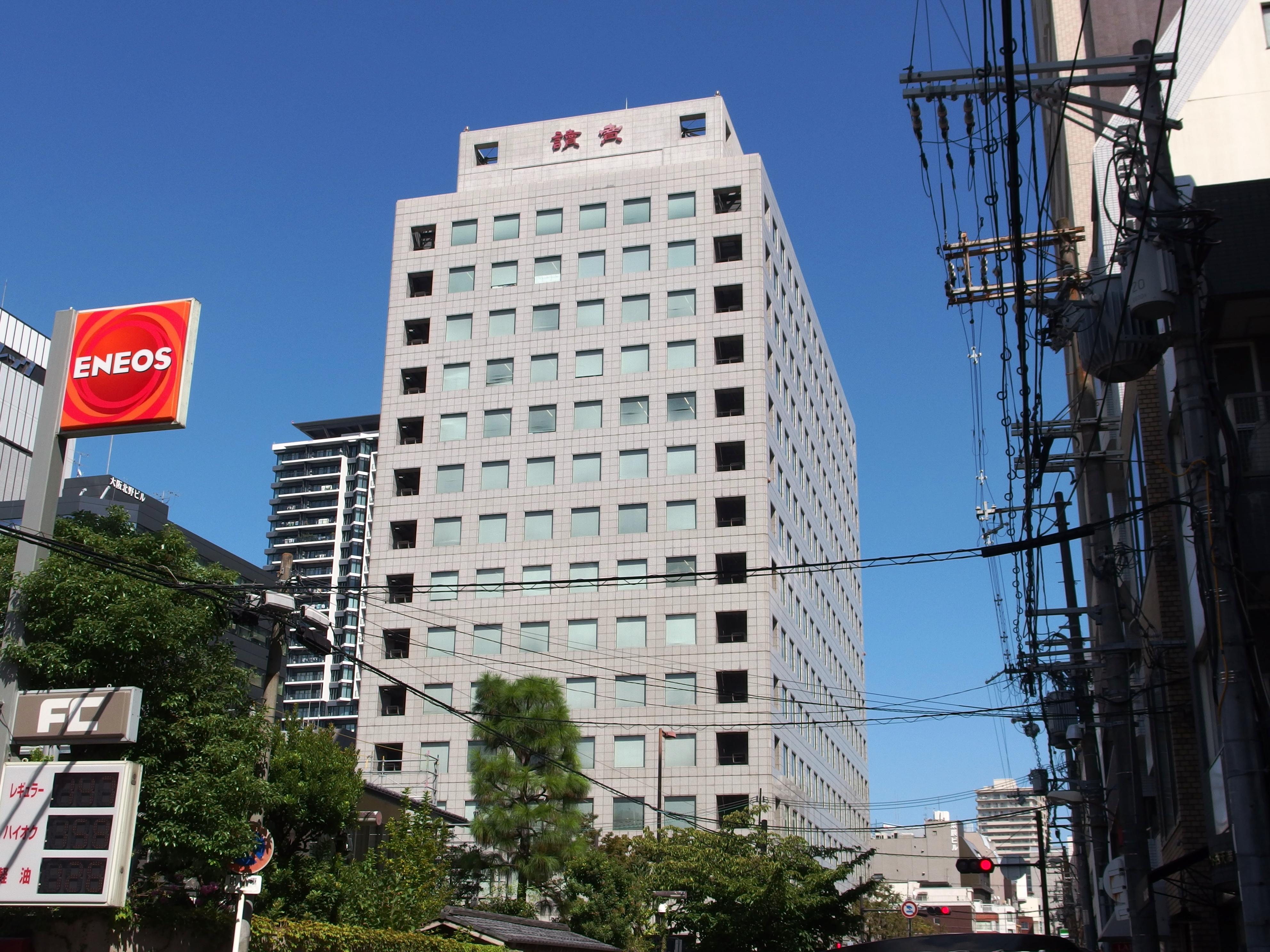
読売新聞大阪本社がある読売大阪ビル（大阪市北区）

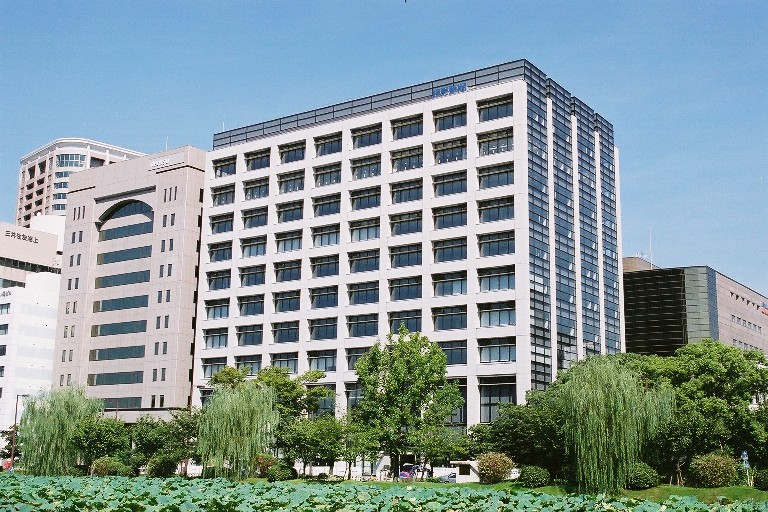
読売新聞西部本社がある読売新福岡ビル（福岡市中央区）

株式会社読売新聞グループ本社（よみうりしんぶんグループほんしゃ、英: The Yomiuri Shimbun Holdings）は、東京都千代田区大手町の読売新聞ビルに本社を置く、日本のメディア・コングロマリット。新聞社を中心とする持株会社である。
日本最古のプロ野球球団である読売ジャイアンツ（株式会社読売巨人軍）の親会社でもある。

## 概要
2002年7月1日、持株会社体制に移行（下記参照）。これによって「読売新聞社」は、読売新聞を発行する読売新聞東京本社、読売新聞大阪本社および読売新聞西部本社を指す総称となった。
現在は読売新聞グループ本社を持株会社、新聞発行業務を行う3本社、中央公論新社ならびに読売巨人軍、よみうりランド（よみうりランド社）を抱える企業集団となっている。
また持株会社化に伴い、3本社で唯一整理前から存続した大阪本社についても、同社の所有していた放送局などの株式を吸収分割により承継した。

## 前史
- 1870年（明治3年）4月 - 現在の神奈川県横浜市中区に合名会社「日就社」を創立。
- 1873年（明治6年）1月 - 日就社から英和辞書『英和辞彙』を刊行。
- 1874年（明治7年）11月2日 - 日就社から「讀賣新聞」創刊。
- 1917年（大正6年）12月1日 - 読売新聞社に改称。
- 1924年（大正13年）2月25日 - 経営難から、前警視庁警務部長、正力松太郎が買収。
- 1934年（昭和9年）12月26日 - 社長の正力が大日本東京野球倶楽部（プロ野球・東京巨人軍、現在の読売ジャイアンツ）を創設。
- 1940年（昭和15年）6月10日 - 現在の社旗の原型を制定。
- 1942年（昭和17年）8月5日 - 報知新聞社を吸収合併。
- 1947年（昭和22年）2月15日 - 大日本東京野球倶楽部の全株式を買収。読売興業に商号変更。
- 1950年（昭和25年）1月25日 - 読売興業から読売巨人軍が分離。
- 1951年（昭和26年）3月30日 - 読売巨人軍、読売興業に吸収合併。
- 1952年（昭和27年）10月20日 - 大阪讀賣新聞社を設立。
- 1952年（昭和27年）11月25日 - 大阪讀賣新聞社が「大阪讀賣新聞」（大阪市）を創刊。
- 1959年（昭和34年）5月1日 - 北海道札幌市に北海道支社を設立、「讀賣新聞」の現地印刷を開始。
- 1961年（昭和36年）5月25日 - 富山県高岡市に北陸支社を設立、「讀賣新聞」の現地印刷を開始。
- 1964年（昭和39年）9月23日 - 読売興業が、北九州市小倉区（現：小倉北区）にて読売新聞西部本社の名で「讀賣新聞」の現地印刷を開始。
- 1975年（昭和50年）3月25日 - 中部讀賣新聞社が、名古屋市で「中部讀賣新聞」創刊。
- 1988年（昭和63年）2月1日 - 読売興業が中部讀賣新聞社を吸収合併。
- 1992年（平成4年）6月22日 - 読売興業が、よみうり（よみうり社）に商号変更。
- 1999年（平成11年）2月1日 - 経営難に陥った中央公論社を買収し、中央公論新社を設立。
- 2002年（平成14年）7月1日 - 読売新聞グループ再編（持株会社体制への移行）。

1. 読売新聞社の新聞発行業務を、読売新聞東京本社（東京社）として分社化。また読売新聞中部本社を、東京社の下部組織「読売新聞中部支社（中部社）」へと移行。
2. 読売新聞社は、株式会社読売新聞グループ本社（グループ本社）へ商号変更。
3. 旧よみうり社の西日本業務を読売新聞西部本社（西部社）として分社化のうえ、グループ本社の子会社化。
4. 旧よみうり社の球団運営業務を読売巨人軍として分社化のうえ、グループ本社の子会社化。3と4の分割後、旧よみうり社は解散。
5. 大阪讀賣新聞社は読売新聞大阪本社（大阪社）に商号変更のうえ、グループ本社の子会社化。

- 2004年（平成16年）1月1日 - 西部社が、福岡市中央区赤坂に本社機能を移転。
- 2010年（平成22年）10月1日 - 千代田区大手町の東京本社屋建替え・再開発工事の実施に伴い、中央区銀座6丁目17-1の日産自動車旧本社ビルに仮移転（電話番号は変更せず。専用郵便番号は「104-8243」に変更）3年強の暫定ではあるが39年ぶりに銀座に本社が復帰。
- 2014年（平成26年）1月6日 - 東京社の新社屋として、読売新聞ビル竣工、仮社屋から移転。
- 2015年（平成27年）5月7日 - 連結子会社の中央公論新社が、大手町の読売新聞ビルに本社機能を移転。
- 2017年（平成29年）7月18日 - 読売新聞中部支社が、名古屋市中区栄1丁目の納屋橋東地区市街地再開発ビル（テラッセ納屋橋）のオフィス棟に移転。
- 2020年（令和2年）12月25日 - よみうりランド社に対するTOBが成立する。
- 2021年（令和3年）3月22日 - よみうりランド社を完全子会社化。

## 不祥事
- 2020年（令和2年）2月4日 - 読売新聞北海道支社（北海道社）の記者が、覚せい剤取締法違反（使用）の疑いで緊急逮捕される[2]。
- 2020年（令和2年）7月14日 - 読売新聞ソウル支局の記者が韓国ソウル市内のマンションで泥酔し、駆けつけた警察官の顔面につばを吐き、公務執行妨害の現行犯で逮捕され在宅起訴[3]。
- 2020年（令和2年）11月16日 - 報知新聞社の男性社員が、東京都新宿区の路上で通学していた小学校5年生の男児の胸元を掴み、「右側を歩け」と怒鳴りながら身体を左右に振るなどして逮捕。男は7月にも新宿区の路上で男子高校生に対し胸を押した上、カバンで叩いたとして書類送検されており、男は「男子高校生が路上の左側を歩いた」などと話していた[4]。
- 2021年（令和3年)9月 - 東京社の記者が週刊誌の女性記者に不適切な関係を迫ったり、情報漏洩を行なったとして懲戒解雇処分[5]。
- 2022年（令和4年）5月30日 - 東京社総務局付社員が、知人女性に性的暴行を加えようとしたとして、強制性交等未遂容疑で逮捕[6]。
- 2022年（令和4年）6月18日 - 北海道社の記者が、札幌市内の書店でマンガ本1冊を万引きしたとして窃盗の現行犯で逮捕。逮捕後、北海道斜里町ウトロの「セイコーマート」で、弁当や菓子など食料品9点を万引きしていたとして、21日に再逮捕[7]。
- 2024年（令和6年）3月13日 - 東京社イノベーション本部社員が、東京メトロ千代田線千駄木駅のホームで、ベンチに座っていた男性の顔を殴打した暴行容疑で逮捕[8]。
- 2024年（令和6年）4月18日 - 小林製薬の紅麹（べにこうじ）製品取引先の反応などを扱った記事で、原稿をまとめた大阪社の社会部主任が、談話を捏造（ねつぞう）していたことが発覚。記事を取材・執筆した岡山支局の記者も、取材先が発言していない内容と知りながら談話の修正や削除を求めなかった。読売新聞社は同日付夕刊で「重大な記者倫理違反であり、関係者、読者の皆様におわび致します」とし、関係者を処分する方針を明らかにした[9]。同年4月30日には上記の件についての処分を発表[注釈 3][10]。
- 2024年（令和6年）5月29日 - 読売新聞社員の男が、兵庫県内の児童相談所に一時保護されていた妻の連れ子を連れ去ったとして未成年者略取の疑いで逮捕・起訴。同じく起訴された妻と合わせて初公判が開かれ、2人とも起訴内容を認めた。起訴状などによると2人は共謀し3月16日午前、児相が一時保護中の子どもが幼稚園の卒園式に参加する機会を狙いタクシーに乗せ、児相職員の制止を振り切り連れ去ったとしている。検察側の冒頭陳述によると男は妻と前夫の子の3人で生活。近隣住民から「子どもの泣き声や大人の怒鳴り声がする」と児相に通告があったことなどから、昨年12月に児相が一時保護していた。
- 2024年（令和6年）6月1日 - 報知新聞社は、スポーツ報知のニュースサイトで4月から連載中の「甲子園100年物語」について、毎日新聞に掲載されていた寄稿記事などから盗用があったことを明らかにした。一部は紙面にも掲載された。報知新聞社は「大部分が盗用だった」として連載を全て削除し、執筆した大阪本の編集局の記者を14日付で懲戒解雇処分とした[11][12]。また、報知新聞社本社編集局長を減給、編集局編集センター長とセンター次長を休職の懲戒処分。宮川元宏・取締役大阪本社代表は1カ月の報酬の10%を返上した。[13]
- 2024年（令和6年）8月23日 - 東京社のカメラマンの30代の男が東京都千代田区の歩道で、スケートボードをしていた男性の足を蹴った後、追いかけてきた男性の顔を殴ったとして、警視庁に現行犯逮捕。「自分は働いているのに遊んでいる奴がむかつく」などと因縁をつけ、暴行に及んだ。
- 2024年（令和6年）11月25日 - 大阪社会部で府警クラブに所属し2課担当だった記者と同クラブのサブキャップを務めていた記者の2名が、それぞれ同僚へのセクハラ行為等によって、諭旨解雇と停職1カ月の処分を受けたことについて新潮社が報道した[14]。
- 2025年（令和7年）3月13日 - 大阪社は、同社社会部の記者が取材資料を一時紛失したと明らかにした。紛失したのは大阪府警が摘発した事件の広報文や大阪地検の発表資料などA4で計6枚。容疑者の氏名や生年月日、事件の内容などが記載されていた[15]。

## 大株主の状況
（2024年（令和6年）3月31日現在）
1. 読売新聞グループ本社役員持株会 34.70%
2. 公益財団法人正力厚生会 20.98%
3. 学校法人読売理工学院 10.61%
4. 社会福祉法人読売光と愛の事業団 9.79%
5. 関根達雄（正力松太郎の孫、関根長三郎の子、読売新聞グループ本社取締役） 7.83%
6. 正力源一郎（正力松太郎の孫、正力亨の子） 4.97%
7. 正力美緒 （正力松太郎の孫、正力亨の子）4.94%
8. 正力嘉子 1.96%

現在は、正力厚生会など3つの法人と個人63人の計66人が株主となっている。特に個人大株主には正力松太郎の子孫が多く名を連ねている。
第3位株主だった正力亨（正力松太郎の長男）が2011年8月に死去し、2011年3月期末時点で彼が保有していた11.86%の株式は妻（正力峰子）と子（正力源一郎、正力美緒）に譲渡・相続されたものと見られる。
第9位株主、正力嘉子の保有株式は、正力峰子（正力亨の妻、2019年8月17日死去）の生前保有株式と同数である。

## 役員構成
2025年6月10日現在
- 代表取締役会長・主筆 老川祥一（The Japan News主筆）
- 代表取締役社長・主筆代理 山口寿一（株式会社読売新聞東京本社代表取締役会長、日本テレビホールディングス株式会社代表取締役取締役会議長、株式会社読売巨人軍取締役オーナー）[1]
- 取締役副社長・経営管理担当 村岡彰敏（株式会社読売新聞東京本社代表取締役社長）

## 中核6社
グループ本社および以下の6社を総じて、読売グループにおける「基幹7社」と位置づけられている。
- 株式会社読売新聞東京本社（東京都千代田区）
  - 北海道支社（北海道札幌市中央区）
  - 北陸支社（富山県高岡市）
  - 中部支社（愛知県名古屋市中区） - ※旧・中部讀賣新聞社、ならびに読売新聞中部本社
- 株式会社読売新聞大阪本社（大阪府大阪市北区）
- 株式会社読売新聞西部本社（福岡県福岡市中央区）
- 株式会社読売巨人軍（東京都千代田区）
- 株式会社中央公論新社（東京都千代田区）
- 株式会社よみうりランド（東京都稲城市）
  - よみうりランド
  - 船橋競馬場
  - 川崎競馬場

## 基幹7社業績推移
読売新聞グループは、読売新聞グループ本社と同東京本社、同大阪本社、同西部本社、読売巨人軍、中央公論新社、よみうりランドの基幹7社。決算期は3月期決算。
| 決算年度 | 売上高  | 営業利益 | 経常利益 | 当期純利益 | 備考                            |
| -------- | ------- | -------- | -------- | ---------- | ------------------------------- |
| 2005年度 | 487,846 | 26,653   | 28,122   | 64,388     |                                 |
| 2006年度 | 479,065 | 24,814   | 26,548   | 17,578     |                                 |
| 2007年度 | 476,336 | 21,105   | 22,681   | 16,395     |                                 |
| 2008年度 | 455,349 | 6,135    | 8,230    | ▲8,090     |                                 |
| 2009年度 | 435,180 |          | 12,754   | 4,884      |                                 |
| 2010年度 | 423,086 | 18,016   | 22,389   | 6,200      |                                 |
| 2011年度 | 423,846 | 24,725   | 27,312   | 14,237     |                                 |
| 2012年度 | 429,266 | 27,756   | 30,379   | 16,788     |                                 |
| 2013年度 | 417,487 | 22,374   | 25,436   | 23,306     |                                 |
| 2014年度 | 398,236 | 20,661   | 23,923   | 14,585     |                                 |
| 2015年度 | 384,329 | 17,478   | 21,522   | 14,023     |                                 |
| 2016年度 | 383,200 | 12,500   | 16,300   | 11,700     |                                 |
| 2017年度 |         |          |          |            |                                 |
| 2018年度 |         |          |          |            |                                 |
| 2019年度 | 350,197 | 7,907    | 12,339   | 11,977     |                                 |
| 2020年度 | 306,708 | ▲9,523   | ▲5,181   | ▲4,185     |                                 |
| 2021年度 | 256,212 | 4,465    | 8,717    | 3,916      | よみうりランドが追加され7社に。 |
| 2022年度 | 272,033 | 5,534    | 10,751   | 5,566      |                                 |
| 2023年度 | 258,803 | ▲2,621   | 4,214    | 5,035      |                                 |
| 2024年度 | 270,938 | 4,639    | 10,620   | 6,258      |                                 |

### 読売新聞グループ本社単体決算
| 決算年度 | 売上高 | 営業利益 | 経常利益 | 当期純利益 |
| -------- | ------ | -------- | -------- | ---------- |
| 2023年度 | 2,784  | 13       | 2,501    | 2,376      |
| 2024年度 | 3,071  | ▲476     | 2,601    | 2,778      |

### 主幹企業の個別決算
- 読売新聞東京本社
- 読売新聞大阪本社
- 読売新聞西部本社
- 中央公論新社
- 読売巨人軍
- よみうりランド

## その他関連会社・法人
中核6社を除く。順は公式サイトによる。
- 株式会社報知新聞社（スポーツ報知[注釈 4]）
  - 株式会社スポーツ報知西部本社
- 福島民友新聞株式会社 （福島民友）
- 株式会社旅行読売出版社
- 東京メディア制作株式会社
- 日本テレビホールディングス株式会社[注釈 5]
  - 日本テレビ放送網株式会社
  - 株式会社BS日本
  - 株式会社CS日本
  - 株式会社アール・エフ・ラジオ日本
  - 株式会社日テレグループ企画
  - 株式会社イカロス[注釈 6]
- 読売中京FSホールディングス株式会社[注釈 7]
  - 読売テレビ放送株式会社
  - 中京テレビ放送株式会社
  - 株式会社福岡放送
  - 札幌テレビ放送株式会社
    - 株式会社STVラジオ
- 株式会社読売情報開発
- 株式会社読売タスク
- 株式会社読売インフォメーションサービス
- 株式会社よみうりコンピュータ
- 株式会社読売旅行
- 読売ゴルフ株式会社（よみうりカントリークラブ）
- 公益財団法人読売日本交響楽団
- 読売文化センターユニオン
  - 株式会社読売・日本テレビ文化センター
  - 株式会社大阪よみうり文化センター
  - 株式会社よみうり文化センター（よみうり文化センター千里中央）
  - よみうりFBS文化センター株式会社
  - 西部読売文化センター株式会社（よみうりKRY文化センター）
- 学校法人読売理工学院
- 株式会社マロニエゲート（旧・株式会社プランタン銀座）
- 株式会社東京読売サービス
- 大阪読売サービス株式会社
- 読売不動産株式会社（東京・有楽町の読売会館（よみうりホール、ビックカメラ有楽町店が入居するビル。かつては有楽町そごうが入居）を所有）
- 株式会社読売メディアセンター
- 株式会社ヨミックス
- 株式会社読売システック
- 読売香港有限公司
- 株式会社読売エージェンシー
- 社会福祉法人読売光と愛の事業団

### 特記
- 東京ドームは、2020年までは読売新聞の関連会社ではなかった。しかし、同社の株式を三井不動産が一旦100%取得を目指し、成功後にそのうち20%を読売新聞グループ本社が譲受する契約と3者間の資本業務提携契約を同年に結んでおり、翌2021年4月27日にそれを完遂し、読売新聞グループ本社は東京ドームの株式20%を取得した。グループ会社一覧には東京ドームの社名は記載されていないものの、『読売新聞小史』には上記経緯に伴って「関連会社化」と明記されている[17]。
- 輪転印刷機械専業メーカーである東京機械製作所は、読売新聞の関連会社では無かったが、2022年3月2日に読売新聞東京本社がアジア開発キャピタルから東京機械株の約25％分を購入したため、読売新聞グループ本社の関係会社となっている[18]。
- 読売広告社は、読売新聞の関連会社ではないが博報堂DYホールディングスを通じて資本関係があり、友好関係にある企業である。読売広告社の名前は、元々は読売新聞の広告枠買付けから付けられたものである。
- 日本テレビ系列の各放送局の中で札幌テレビ放送や福岡放送など、資本・人事面などで読売新聞の影響が強い局も「読売グループ」には名を連ねていない。また、1973年まで行われていた東海地方における変則クロスネットの名残により、中京テレビ放送も日本テレビ系列の基幹局ではあるが、読売新聞は中京テレビの上位株主にはなっておらず[注釈 8]、代わりにかつての日本テレビの系列局でもあった、テレビ朝日系列局の名古屋テレビ放送（メ～テレ。トヨタ自動車が筆頭株主）の上位株主になっている。しかしながら、2025年4月1日に、NNS系列の基幹局である読売テレビ、中京テレビ、福岡放送、札幌テレビの4社が経営統合し、共同株式移転により読売中京FSホールディングス（FYCSホールディングス）を設立した。これにより、4社はそれぞれFYCSホールディングスの完全子会社となり、中京テレビは読売新聞グループの間接出資比率が上昇した。
  - また、地方系列局でも長崎国際テレビは日本テレビが筆頭株主で、読売新聞も上位株主ではあるが、産経新聞系列のフジテレビの持株会社のフジ・メディア・ホールディングスや関西テレビ放送も上位株主となっており、現在はかつてのクロスネット局の名残りでフジテレビ系列局のテレビ長崎の筆頭株主となっている。
- 株式会社読売日本サッカークラブは1969年創立の任意団体読売サッカークラブを前身に1991年10月法人化。Jリーグに加盟しヴェルディ川崎（現：東京ヴェルディ）を運営していた。1999年1月に撤退し株式会社日本テレビフットボールクラブに改組したが2009年9月に日本テレビ放送網も撤退する。現在は大阪本社がセレッソ大阪のオフィシャルスポンサーとして支援している。なお現在は東京ヴェルディ株式会社として、福島県郡山市に本社を置くスポーツ専門店のゼビオホールディングスの連結子会社となっている。また読売新聞東京本社は2023年3月20日から日本サッカー協会（JFA）のナショナルパートナー契約を締結した[19]。また東京本社は2024年7月1日から日本女子プロサッカーリーグ(WEリーグ)とオフィシャルメディアパートナーズ契約を締結した。
- 全国紙で唯一EDINET上で決算を公開していない。グループ会社（株式会社読売新聞東京本社、株式会社読売新聞大阪本社、株式会社読売新聞西部本社など）の業績数値は対外非開示となっているが、「読売新聞グループ本社」の決算内容は同社が大株主である日本テレビホールディングス株式会社や株式会社よみうりランドからの公告で間接的に発表している。

## 支配下にある基幹放送事業者
マスメディア集中排除原則において「支配」に当たる10%を超える議決権を有しているものとして公表されている地上基幹放送事業者
- 札幌テレビ放送株式会社
- 株式会社エフエム青森
- 株式会社テレビ岩手
- 株式会社宮城テレビ放送
- 株式会社エフエム山形
- 株式会社福島中央テレビ
- 株式会社テレビ新潟放送網
- 株式会社テレビ信州
- 株式会社テレビ金沢
- 株式会社静岡第一テレビ
- 讀賣テレビ放送株式会社
- 広島テレビ放送株式会社
- 株式会社福岡放送
- 株式会社テレビ長崎
- 株式会社熊本県民テレビ
- 株式会社テレビ大分
- 株式会社テレビ宮崎

## 社旗・社章・ロゴ

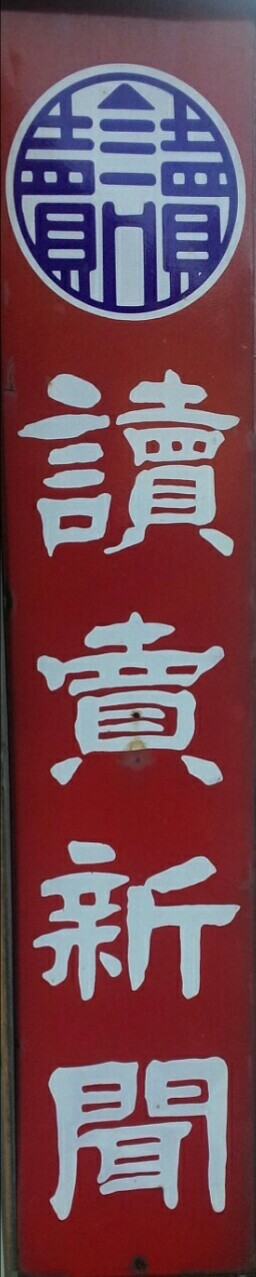
讀賣新聞社社章（同社ホーロー看板より）

社旗は右上に三角形で赤と白のストライプ模様が描かれ、左下に白地・赤文字「讀賣」の文字が角ばったものが使われている。これは讀賣テレビ放送の社旗にも一部流用されていた。
社章は丸に「讀賣」。右から左への表記のため「賣言賣」という左右対称の意匠となっている。かつては、ジャイアンツのユニホームの袖にワッペンが付いていた。
題字は現在でも「読売」が旧字体の「讀賣新聞」だが、グループ各社で社名に「読売」が入る企業では、登記上は新字体の「読売」を使用している。ただし、グループ再編前の大阪讀賣新聞社と大阪の讀賣テレビ放送、鹿児島讀賣テレビは旧字体の「讀賣」で登記している（大阪讀賣新聞社はグループ再編時に新字体の「読売新聞大阪本社」に変更した）。
なおテレビ番組の提供クレジット、あるいは日テレジータスにおける「ニュース&カルチャー」の時間での読売新聞製作の番組においては、以前は題字と同じ毛筆（表記は「讀賣新聞<社>」）のものであったが、現在は青の丸文字の「読売新聞社」の字幕が使われている。